# La bella e la bestia (film 1987)
La bella e la bestia (Beauty and the Beast) è un film del 1987 diretto da Eugene Marner e basato sulla fiaba di Jeanne-Marie Leprince de Beaumont, La bella e la bestia, riprendendo alcuni elementi dalla versione antecedente di Gabrielle-Suzanne Barbot de Villeneuve.
Tra gli interpreti figurano Rebecca De Mornay e John Savage.

## Trama
Bella è devota alla famiglia. Mentre le sorelle si dedicano unicamente agli sguardi dei gentiluomini, la sua sola occupazione è quella di prendersi cura del padre, un ricco mercante. Così, quando questo perde l'intero patrimonio di famiglia, e scatena la rabbia di una bestia che vive in un magnifico palazzo, Bella accetta umilmente di divenire la prigioniera del mostro: quello che la fanciulla non sa, è che la rude gentilezza della creatura, in realtà vittima di un incantesimo, saprà catturare il suo cuore.

## Produzione
A causa dei costi di produzione e del budget limitato, i film della raccolta Cannon Movie Tales vennero girati in contemporanea: La bella e la bestia venne realizzato insieme a Biancaneve.

## Distribuzione
Dopo l'insuccesso a livello di critica de Il potere magico, i restanti film della serie vennero lanciati direttamente nel mercato home video, senza passare per le sale cinematografiche.
Nel 2005 è stato distribuito in DVD negli Stati Uniti dalla MGM/UA Home Entertainment e, nell'autunno 2009, il film è uscito anche in Italia, edito da 20th Century Fox.

## Colonna sonora
Segue un elenco dei brani inclusi nel film:
1. Without Us - Rebecca De Mornay, Carmela Marner, Ruth Harlap, Jack Messinger, Nick Curtis
2. This Life Is for Me - George Little
3. If You See with Your Heart - Rebecca De Mornay, John Savage
4. Wish for the Moon - Rebecca De Mornay, John Savage